# Mangaia-Ralle
Die Mangaia-Ralle (Gallirallus ripleyi) ist eine ausgestorbene Rallenart aus der Gattung Gallirallus. Sie war auf der Insel Mangaia in den südlichen Cook-Inseln endemisch. Das Artepitheton ehrt den US-amerikanischen Ornithologen Sidney Dillon Ripley.
Die Mangaia-Ralle ist nur von subfossilem Material aus der Te Rua Rere Cave im Tavaʻenga-Distrikt auf Mangaia bekannt, das im April 1984 von David William Steadman und Tiria Ngatokorua gefunden wurde.
Das Typusmaterial besteht aus der distalen Hälfte eines Tibiotarsus, einem kompletten Tarsometatarsus, einem Coracoid und dem Unterkiefer.
Die Größe der Knochen lässt den Schluss zu, dass die Mangaia-Ralle ungefähr die Größe der ebenfalls ausgestorbenen Wake-Ralle (Gallirallus wakensis) erreichte. Der Unterkiefer ist dünner als bei den meisten anderen Rallenarten und sieht dem der Wake-Ralle am ähnlichsten. Angesichts der weiten Entfernung zwischen Mangaia und Wake ist diese Ähnlichkeit wahrscheinlich auf die konvergente Entwicklung und die Abstammung von einem ähnlichen Vorfahren zurückzuführen.
Das Coracoid zeigt, dass die Mangaia-Ralle flugunfähig war. Sie starb vermutlich zwischen 1390 und 1470 aus.